# Sleeuwijkse Waard

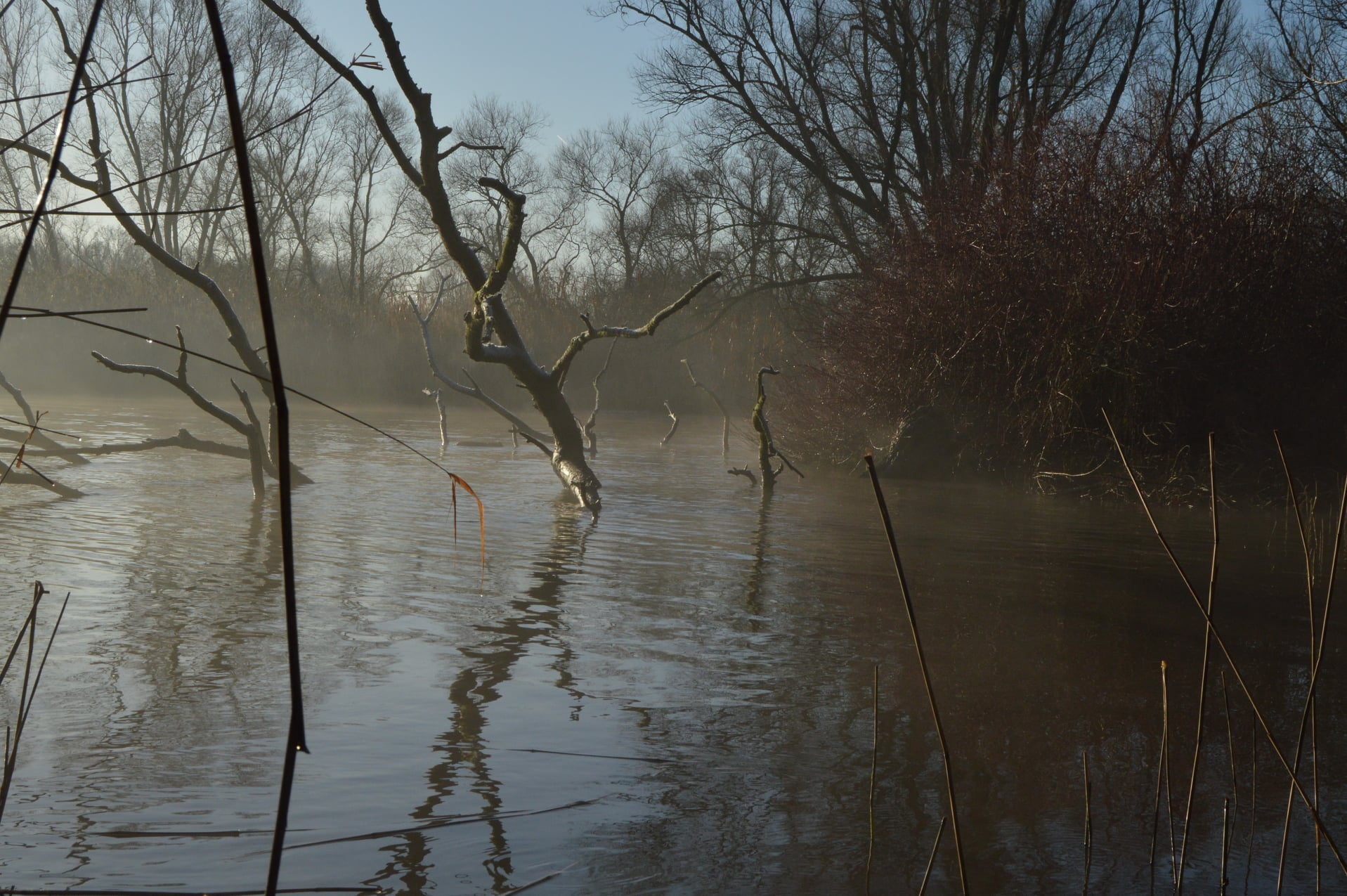
Hoogwater in de Sleeuwijkse Waard

De Sleeuwijkse Waard is een natuurgebied in Sleeuwijk. Het gebied bevindt zich in de uiterwaarden van de Boven-Merwede tussen de Groesplaat (hiervan gescheiden door de haven van Sleeuwijk) en de Merwedebrug. Ongeveer de helft van het gebied is een voormalige griend, waarvan een klein gedeelte nog altijd in cultuur is. De andere helft is veel minder bebost en wordt door runderen begraasd om het gebied open te houden, ten behoeve van de doorstroming bij hoogwater. Er lopen een aantal wandelpaden door het gebied en de strandjes aan de oever zijn 's zomers populair bij de plaatselijke jeugd. In het gebied bevinden zich verder een grote beverburcht en de restanten van een pontonbrug uit de Koude Oorlog.